# Macrogol
Macrogol, còn được gọi là polyethylen glycol (PEG), được sử dụng làm thuốc để điều trị táo bón ở trẻ em và người lớn. Nó cũng được sử dụng để làm rỗng ruột trước khi soi đại tràng. Nó được uống bằng miệng. Tác dụng của thuốc thường xảy ra trong vòng ba ngày. Nói chung, nó chỉ được khuyến nghị trong tối đa hai tuần.
Tác dụng phụ có thể bao gồm tăng khí ruột, đau bụng và buồn nôn. Các tác dụng phụ hiếm gặp nhưng nghiêm trọng có thể bao gồm nhịp tim bất thường, co giật và các vấn đề về thận. Sử dụng thuốc này dường như là an toàn trong khi mang thai. Nó được phân loại là thuốc nhuận tràng thẩm thấu. Nó hoạt động bằng cách tăng lượng nước trong phân.
Macrogol được sử dụng làm chất chuẩn bị cho đại tràng vào năm 1980 và được chấp thuận cho sử dụng y tế tại Hoa Kỳ vào năm 1999. Nó có sẵn như là một loại thuốc gốc và có sẵn trên quầy. Tại Vương quốc Anh, NHS phải trả khoảng 0,14 bảng mỗi liều vào năm 2019. Tại Hoa Kỳ, chi phí bán buôn của số tiền này là khoảng US $ 1,40. Năm 2016, đây là loại thuốc được kê đơn nhiều thứ 177 tại Hoa Kỳ với hơn 3 triệu đơn thuốc. Thông thường nó được điều chế cùng với chất điện giải.

## Sử dụng trong y tế

### Táo bón

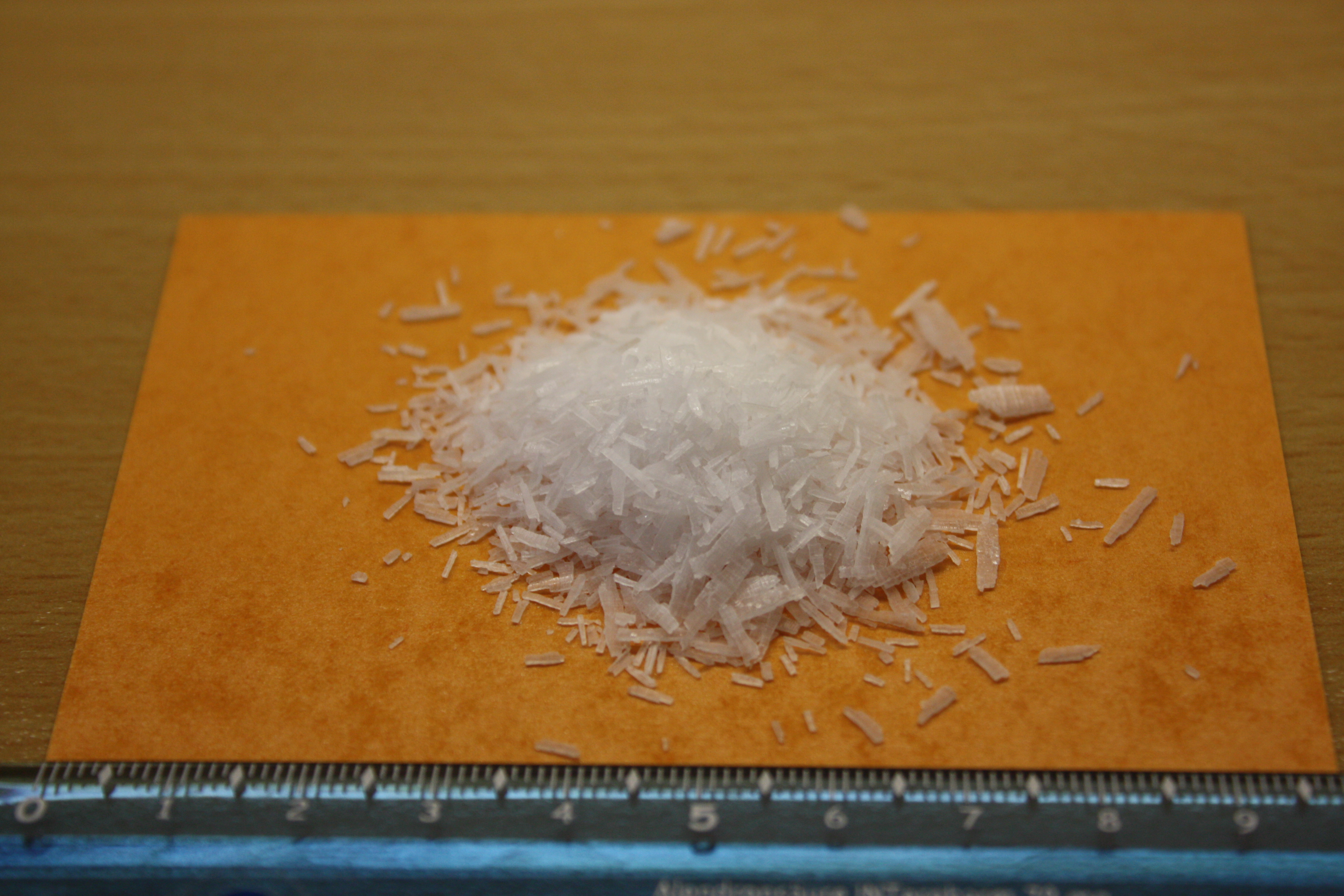
Macrogol 4000, chất lượng dược phẩm

Macrogol 3350, thường được kết hợp với chất điện giải, được sử dụng để giảm táo bón trong thời gian ngắn cũng như sử dụng lâu dài trong táo bón do nhiều nguyên nhân khác nhau, bao gồm cả bệnh đa xơ cứng và bệnh nhân Parkinson (một triệu chứng không vận động thường bị bỏ qua) cũng như táo bón gây ra bởi các loại dược phẩm như opioids và thuốc kháng cholinergic. Tưới ruột toàn bộ bằng macrogol là một phần của việc chuẩn bị cho ruột trước khi phẫu thuật hoặc nội soi. Dữ liệu hạn chế cũng hỗ trợ việc sử dụng nó để điều trị chứng mất phân.